# Edgar Laprade
Edgar Louis Laprade (* 10. Oktober 1919 in Mine Centre, Ontario; † 28. April 2014 in Thunder Bay, Ontario) war ein kanadischer Eishockeyspieler (Center), der von 1945 bis 1955 für die New York Rangers in der National Hockey League spielte.

## Karriere
Nach seiner Zeit als Juniorenspieler bei den Port Arthur Bruins in der Thunder Bay Junior Hockey League spielte er als Senior für die Port Arthur Bearcats, mit denen er den Allan Cup gewinnen konnte.
Obwohl er bereits seit 1938 sowohl bei den New York Rangers als auch bei den Montréal Canadiens auf der Wunschliste stand, kam er erst in der Saison 1945/46 zu seinem NHL-Debüt mit den Rangers. Er war ein ausgezeichneter Schlittschuhläufer, bei dem es fast mühelos aussah, wenn er seinen Gegenspielern bei Kontern das Nachsehen gab. Für seine starke Saison wurde er als bester Rookie mit der Calder Memorial Trophy ausgezeichnet. Bemerkenswert waren hierbei nicht nur die 34 Scorerpunkte, sondern auch, dass er ohne jede Strafminute auskam. In den folgenden Jahren entwickelte er sich zu einem der Starspieler bei den Rangers. Für seine fortwährende Fairness wurde er in der Saison 1949/50 mit der Lady Byng Memorial Trophy ausgezeichnet. In dieser Spielzeit hatte er es mit seinem Team in die Finalserie um den Stanley Cup geschafft. Beim Gegner, den Detroit Red Wings, fehlte Starstürmer Gordie Howe und Laprade erzielte drei Tore in der Finalserie, aber ein Tor in der Overtime sicherte den Titel für Detroit. Zum Ende der Saison 1952/53 beendete er offiziell seine Karriere, doch als die Rangers für die darauffolgende Spielzeit Max Bentley verpflichteten, kehrte er zurück, um mit ihm in einer Sturmreihe zu spielen. Nach zwei weiteren Jahre beendete er schließlich seine aktive Laufbahn. In seiner letzten Saison gelang es ihm zum dritten Mal ohne Strafminute auszukommen. In jeder der drei Spielzeiten hatte er mindestens 40 Spiele bestritten.
1993 wurde er mit der Aufnahme in die Hockey Hall of Fame geehrt.

## Sportliche Erfolge
- Allan Cup: 1939

### Persönliche Auszeichnungen
- Calder Memorial Trophy: 1946
- Lady Byng Memorial Trophy: 1950
- Teilnahme am NHL All-Star Game: 1947, 1948, 1949 und 1950